# Kyra Smith
Kyra Isako Smith (Ámsterdam, 7 de abril de 2003) es una actriz y modelo holandesa, conocida por interpretar el papel de Anika Hunter en la serie de televisión El misterio de los Hunter (Hunter Street).

## Biografía
Kyra Smith nació el 7 de abril de 2003 en Ámsterdam (Países Bajos), hija de Arienne Smith y Gerald Smith. Tiene una hermana gemela llamada Hanna y un hermano menor llamado Ilias.

## Carrera
Kyra Smith de 2015 a 2018 interpretó el papel de la niña KC Cooper en la serie K.C. Undercover. En 2017 interpretó el papel de Jessica en el cortometraje Screenshot dirigido por Emma Beeson. Del 2017 al 2021 fue elegida para interpretar el papel de Anika Hunter en la serie de televisión de Nickelodeon El misterio de los Hunter (Hunter Street) y donde actuó junto a actores como: Mae Mae Renfrow, Stony Blyden, Thomas Jansen, Daan Creyghton, Eliyha Altena y Sarah Nauta.
En 2017, 2018 y 2019 asistió a los Nickelodeon Kids' Choice Awards.
En 2019 interpretó el papel de Ali Parc en el cortometraje The Fardy Brothers dirigido por Kevin P. Gabel y Mandi Maxwell y el de Sasha en el cortometraje Locks of Love dirigido por Travis Platt. En 2021 interpretó el papel de Retail Manager en la película King of the Night dirigida por Alex Karanis. En el mismo año interpretó el papel de Heather Delaney en la película Watched dirigida por Alex Karanis. También en 2021 protagonizó los cortometrajes Celebrate Asian Joy dirigidos por Shiori Saito y Riza Takahashi y en Relics dirigida por Hunter Carson. Al año siguiente, en 2022, protagonizó el cortometraje One in the Chamber dirigido por Hubert Boorder. En el mismo año interpretó el papel de Yu Jin en la película The Takeover dirigida por Annemarie van de Mond.

## Filmografía

### Cine
| Año  | Título            | Personaje       | Director              |
| ---- | ----------------- | --------------- | --------------------- |
| 2021 | King of the Night | Retail Manager  | Alex Karanis          |
| 2021 | Watched           | Heather Delaney | Alex Karanis          |
| 2022 | The Takeover      | Yu Jin          | Annemarie van de Mond |

### Televisión
| Año       | Título                                    | Personaje       | Cadeña         |
| --------- | ----------------------------------------- | --------------- | -------------- |
| 2015-2018 | K.C. Undercover                           | Chica KC Cooper | Disney Channel |
| 2017-2021 | El misterio de los Hunter (Hunter Street) | Anika Hunter    | Nickelodeon    |

### Cortometrajes
| Año  | Título              | Personaje      | Director                       |
| ---- | ------------------- | -------------- | ------------------------------ |
| 2017 | Screenshot          | Jessica        | Emma Beeson                    |
| 2019 | The Fardy Brothers  | Ali Parc       | Kevin P. Gabel y Mandi Maxwell |
| 2019 | Locks of Love       | Sasha          | Travis Platt                   |
| 2021 | Celebrate Asian Joy |                | Shiori Saito y Riza Takahashi  |
| 2021 | Relics              | Hunter Carson  |                                |
| 2022 | One in the Chamber  | Hubert Boorder |                                |

## Valores en cartera
| Año  | Título                                       |
| ---- | -------------------------------------------- |
| 2018 | Premios Nickelodeon Kids' Choice Awards 2018 |
| 2019 | Premios Nickelodeon Kids' Choice Awards 2019 |